# 雪の華 (曲)
「雪の華」（ゆきのはな）は、日本の歌手・中島美嘉の10作目のシングル。2003年10月1日に発売された。本楽曲をモチーフとする映画『雪の華』が、2019年2月1日に公開された。

## 概要
中島自身が出演した明治製菓「boda」「galbo」CMソング。第45回日本レコード大賞では、金賞を受賞し、作詞を担当したSatomiは、作詩賞を受賞した。本楽曲のミュージックビデオは、中島のリクエストによって、摂氏0度以下のスタジオにて撮影された。
韓国では、多くのアーティストがカバーするために中島側に許可を求めたが、本人が直接聴いた結果、シンガーソングライターのパク・ヒョシンに決定。そして、KBS 2TVのドラマ『ごめん、愛してる』主題歌に起用され、大ヒットを記録した。また、2008年10月29日に発売されたコンピレーション・アルバム『.LOVE』にも収録されている。他にも徳永英明や森山良子、ボーイズIIメンなど、多くの歌手がカバーしている。
2015年、フェイス・ワンダワークスが発表した「着信メロディ15年間ランキング」において、19位にランクインした。本ランキングは、GIGAエンタメロディで15年間で最も多くダウンロードされた着信メロディを集計したもの。
2015年のFNS歌謡祭にて、河村隆一とともにこの曲を披露している。2016年には、テレビアニメ『ReLIFE』第8話のエンディングテーマに起用された。
2016年10月度の日本レコード協会において、ミリオン認定された。本楽曲のリリースから13年後の認定となり、中島みゆき「糸」（15年10か月で到達）に抜かれるまでは史上最長記録であった。

### リリース15周年企画
本楽曲のリリースから15周年を迎えた2018年10月1日より、リリース15周年記念した15の企画がスタートし、中島のオフィシャルサイト内に「雪の華」15周年企画の特設ページが開設された。
10月1日には、高宮永徹が率いる「Reggae Disco Rockers」によるリミックス「雪の華 (Reggae Disco Rockers 2018 Relaxin' mix)」が先行配信、10月10日には、12inchアナログ盤が数量限定で再リリースされた。
11月7日、一発録りで再録したアコースティック版を収録したカバーアルバム『PORTRAIT 〜Piano & Voice〜』がリリースされた。2019年1月30日には、15周年を記念した企画ベストアルバム『雪の華15周年記念ベスト盤「BIBLE」』がリリースされ、2月1日には、本楽曲をモチーフとした映画『雪の華』が公開された。

## 収録曲
1. 雪の華
  - 作詞：Satomi、作曲・編曲：松本良喜
2. 雪の華 (Acoustic)
3. 雪の華 (REGGAE DISCO ROCKERS FLOWER'S MIX)
4. 雪の華 (Instrumental)

## 楽曲の収録アルバム
- LØVE (#1)（2003年）
- 朧月夜〜祈り (#1, silent version)（2004年）
- BEST (#1)（2005年）
- TEARS (#1)（2014年）
- 〜Healing Collection〜 RELAXIN' (#1, silent version)（2015年）
- MD2000 〜ReLIFE Ending Songs〜 (#1)（2016年）
- PORTRAIT 〜Piano & Voice〜 (#1, 再録)[6]（2018年）
- 雪の華15周年記念ベスト盤「BIBLE」(Disc1 #1、Disc2 #1、Disc3 #1)[7]（2019年）

## カバー

### 日本のアーティスト
- 西島三重子『Re Cover』（2004年）
- 森山良子『Tears ～森山良子韓流アルバム』（2006年）
- 徳永英明『VOCALIST 2』（2006年）
- 武田雅治（Skoop On Somebody）『恋歌〜THE LATEST J-LOVE BALLAD HITS COLLECTION〜』（2006年）
- 岩崎宏美『Dear Friends III』（2006年）
- 河村隆一『evergreen anniversary edition』（2007年）
- たかはし智秋、今井麻美『THE IDOLM@STER RADIO COLORFUL MEMORIES』（2008年）
- 中西保志『Standards3』（2008年）
- 佐藤竹善『Coloveration 〜the spirit of love〜』（2008年）
- Dub Master X『Dub Summer Pop』（2009年）
- 森進一『Love Music』（2009年）
- SISTER KAYA『Heartful Lovers』（2009年）
- 野川さくら『WINTER SONG COVER BEST』（2010年）
- Ms.OOJA『WOMAN -Love Song Covers-』（2012年）
- 南條愛乃『Twinkle Voice ～声の贈り物～』（2013年）
- ピコ『ピコレクション "BEST+4"』（2013年）
- 高垣楓（早見沙織）『THE IDOLM@STER CINDERELLA MASTER Cool jewelries! 001』（2013年）
- 華風月『THEME OF 華風月』（2014年）
- 華原朋美『MEMORIES 2 -Kahara All Time Covers-』（2014年）
- 中森明菜『歌姫4 -My Eggs Benedict-』（2015年）
- つるの剛士『つるのうた3』（2015年）
- 藤井フミヤ『MIKA NAKASHIMA TRIBUTE』（2016年）[8]
- 安達垣愛姫（大橋彩香）『政宗くんのリベンジ Blu-ray&DVD 第2巻特典CD』（2017年）
- 凰稀かなめ『Again-アゲイン-』（2017年）[9]
- Uru『プロローグ』（2018年）
- 中村萌子『テレビ東京系「THEカラオケ★バトル」5th Anniversary BEST』（2019年）
- May J.『Heisei Love Song Covers』（2019年）
- 桑田佳祐『平成三十年度! 第三回ひとり紅白歌合戦』（2019年）
- 花鋏キョウ『IMAGINATION vol.2』（2019年）[10]
- Toshl『IM A SINGER VOL.2』（2019年）[11]
- 鬼龍院翔『うたってきりりんぱ 2nd Season』（2020年）
- 小林愛香（自身のファンクラブイベント「Christmas PARTY!!」にて歌唱、2020年）
- 五木ひろし『DREAM -五木ひろし J-POPを唄う-』（2022年）
- 梶裕貴『[Re:collection] HIT SONG cover series feat. voice actors 〜00's-10's EDITION〜』（2022年）
- 燐舞曲『D4DJ Groovy Mix』(2024年）

日本国外のアーティスト
- パク・ヒョシン「눈의 꽃」『ごめん、愛してる OST vol.I』（2004年）
- ソ・ヨンウン「눈의 꽃 (Acoustic Ver.)」『ごめん、愛してる OST vol.II』（2004年）
- 韓雪（ハン・シュエ）「飄雪」『飄雪』（2004年）
- 蔡淳佳（ジョイ・ツァイ）「對不起，我愛你」『淳佳精選17首』（2006年）
- 泳兒（ヴィンシー）、林奕匡「花無雪」『花無雪』（2007年）
- K-Ci & JoJo「Snow Flowers」『Love』（2008年）
- ヘイリー「Yuki no Hana」『純～21歳の出会い』（2008年）
- エリック・マーティン『Mr. Vocalist』（2008年）
- Boyz II Men「Snowflowers -雪の華-」『COVERED -Winter-』（2010年）
- ZERO『Beautiful Songs II』（2012年）
- イ・スヨン『클래식 : 더 리메이크 두번째』（2013年）
- リン・ユーチュン『Ballad Show』（2013年）
- ダイアナ・ガーネット『COVER☆GIRL』（2013年）
- 孫楠「全部的愛」『我是歌手 (第三季)』（2015年）
- パク・ジュニョン『LOVE ～韓国ドラマを歌う～』（2019年）
- ドヨン（NCT）「눈의 꽃」『ごめん、愛してる2024 OST』（2024年）
- ソーダグリーン「雪の華（Live in summer）」『秋：故事（蘇打綠版）』(2024年）